# Dom Pérignon
Pour le champagne, voir Dom Pérignon (cuvée). Pour les autres significations, voir Pérignon.
Pierre Pérignon, dit Dom Pérignon, né à Sainte-Menehould en décembre 1638 ou janvier 1639 et mort dans l'abbaye Saint-Pierre d'Hautvillers le 14 septembre 1715, est un moine bénédictin qui, selon la légende, aurait importé de Limoux la méthode de la prise de mousse du vin dite méthode champenoise — il serait de ce fait considéré comme l'inventeur du champagne. Contemporain de Louis XIV, il n'était ni vigneron ni alchimiste. Au monastère d'Hautvillers, près d'Épernay, il assurait le contrôle des vignes et des pressoirs de l'abbaye. Son apport à la méthode a été d'assortir avant de les presser des raisins de divers cépages.

## Biographie

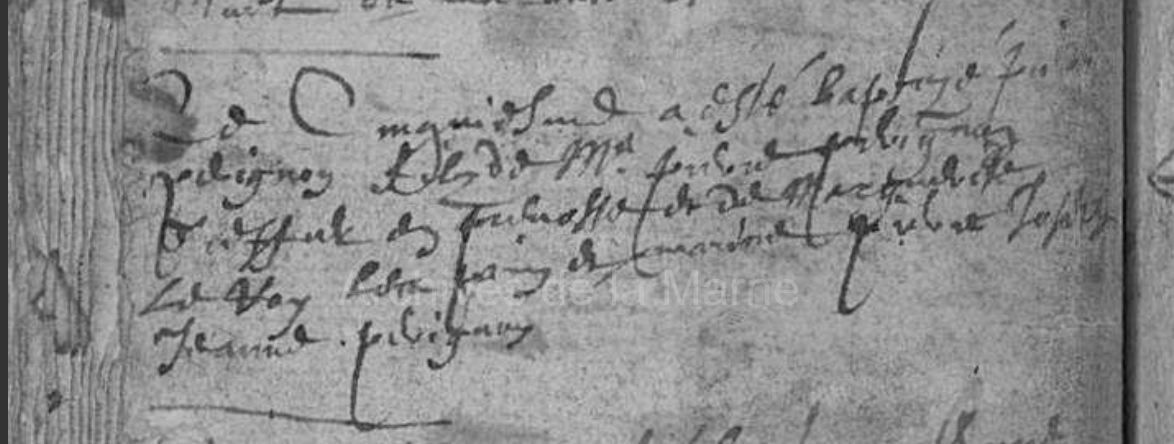
Acte de baptême de Pierre Pérignon, Saint-Menehould, le 05 01 1639, Archives de la Marne.

Pierre Pérignon naît en décembre 1638 ou janvier 1639, à Sainte-Menehould dans une famille aisée de sept enfants : son père Pierre Pérignon a la charge du greffe de la Prévôté, sa mère Marguerite Le Roy meurt sept mois après sa naissance, son père se remariant trois ans plus tard avec Catherine Beuvillon, veuve d'un marchand de la ville. Son père et un de ses oncles paternels possèdent des vignes où il a peut-être participé aux vendanges et aux soins des ceps. Si sa date de naissance reste imprécise, son acte de baptême est daté du 5 janvier 1639. Il grandit à Sainte-Menehould avant de devenir enfant de chœur à l'abbaye bénédictine de Moiremont. Admis en octobre 1652 au collège des jésuites de Châlons-en-Champagne, il entre en 1656 au monastère bénédictin de la congrégation de Saint-Vanne et Saint-Hydulphe à Verdun où il prononce ses vœux de moine en 1658 et, fidèle à la règle de saint Benoît, il alterne travail manuel, lecture et prière, acquérant au passage de solides connaissances philosophiques et théologiques. En 1666 ou 1667, il est ordonné prêtre.
En 1668, alors âgé de trente ans, il rejoint l'abbaye Saint-Pierre d'Hautvillers où, jusqu'à sa mort en 1715, il tient la charge de procureur (cellérier-intendant), une charge de la plus haute importance à une époque à laquelle les monastères possèdent de vastes domaines d'où ils tirent toutes sortes de produits destinés à la vente, et qui lui donne la haute main sur les vignes et les pressoirs de l'abbaye. Selon la légende, Dom Pérignon, lors d'un pèlerinage à l'abbaye de Saint-Hilaire (bénédictine) découvre la méthode de vinification des vins effervescents de Limoux. Il revient dans son abbaye Saint-Pierre d'Hautvillers et expérimente la méthode sur les vins du vignoble de Champagne. Il enseigne sa technique au savant bénédictin Thierry Ruinart venu lui rendre visite en 1669.
Il est enterré devant le chœur de l'église abbatiale de Hautvillers, aux côtés du prieur Dom Royer.

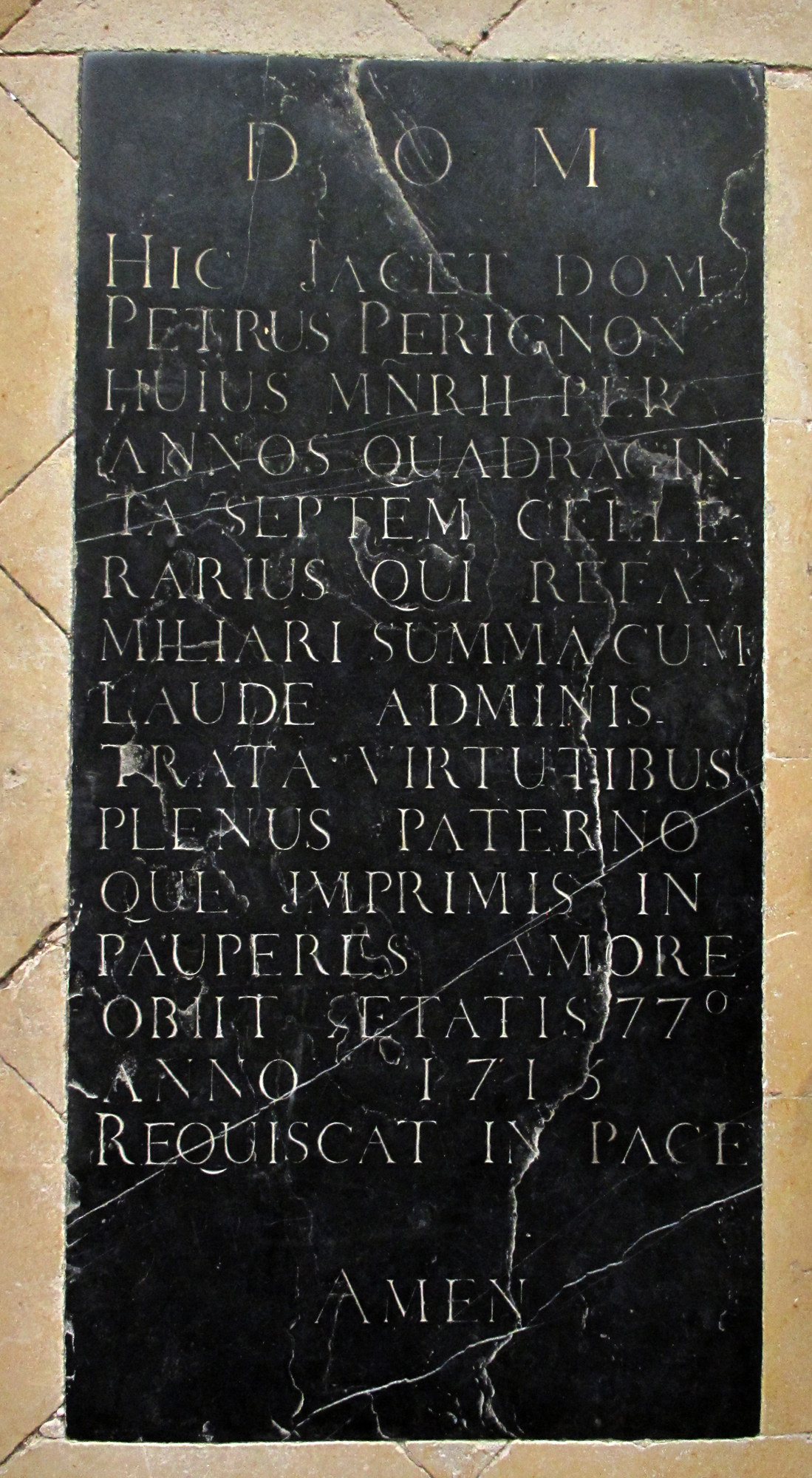
Pierre tombale de Dom Pérignon dans l'église d'Hautvillers.

### Travaux
En ce dernier tiers du XVIIe siècle, l'abbaye Saint-Pierre d'Hautvillers ne jouit plus du grand prestige de son époque carolingienne, notamment grâce à ses manuscrits. L'établissement ne compte alors plus qu'une poignée de moines qui tentent de tirer parti des domaines de l'abbaye pas ou peu exploités. Quant aux celliers, aux caves et aux pressoirs, ils sont à moitié en ruine. Le jeune cellérier s'attache à tout remettre en état afin de redonner à l'abbaye les moyens qui lui font tant défaut, et de restaurer le lustre de la petite communauté religieuse. Dans ce pays de vieille tradition viticole, l'exploitation des vignes dépendant du monastère et le commerce du vin constituent un bon moyen d'y parvenir. Attestée dès 1668, la première innovation de Dom Pérignon consiste à assortir systématiquement, avant même de les presser, des raisins de divers cépages. Se procurer ces cépages ne pose pas de difficultés au jeune moine, car la dîme fait obligation aux vignerons locaux de livrer au monastère une part de leur récolte. Dom Pérignon a ainsi à sa disposition un choix de cépages venus de terroirs très divers dont il fait le mélange lui-même afin d'en harmoniser les qualités et d'en faire oublier les défauts. « C'est la connaissance du bon effet que produisent les raisins de trois ou quatre vignes de différentes qualités qui a porté à la perfection les fameux vins de Sillery, d'Ay et d'Hautvillers. Le père Pérignon, religieux bénédictin d'Hautvillers, est le premier qui se soit appliqué avec succès à assortir ainsi des raisins de différentes vignes » écrit en 1763 l'abbé Noël-Antoine Pluche.
Œnologue avant l'heure, Dom Pérignon apporte un soin particulier aux vendanges et au choix des raisins, ne laissant à personne d'autre la permission de les goûter. « Le père Pérignon ne goûtait pas les raisins aux vignes quoiqu'il y allât tous les jours à l'approche de leur maturité », témoigne le frère Pierre, élève et successeur du « père » du champagne. « Mais il se faisait apporter des raisins des vignes qu'il destinait à composer la première cuvée. Il n'en faisait la dégustation que le lendemain à jeun, après leur avoir fait passer la nuit à l'air sur sa fenêtre, jugeant du goût selon les années. Non seulement il composait les cuvées selon ce goût, mais encore selon la disponibilité des différents raisins, selon que la précocité ou non des récoltes précoces, que l'année avait été froide et pluvieuse ou chaude et sèche, que les vignes étaient bien ou médiocrement pourvues de feuilles, etc. Tous ces éléments lui servaient de règles pour la composition de ses cuvées si distinguées. »
Avec Dom Pérignon, l'assemblage de crus et de cépages tend vers une science.
Le champagne acquiert ainsi une qualité qu'il n'avait pas jusqu'ici et qui fera beaucoup pour sa réputation.

### Mythe de la découverte de la méthode champenoise

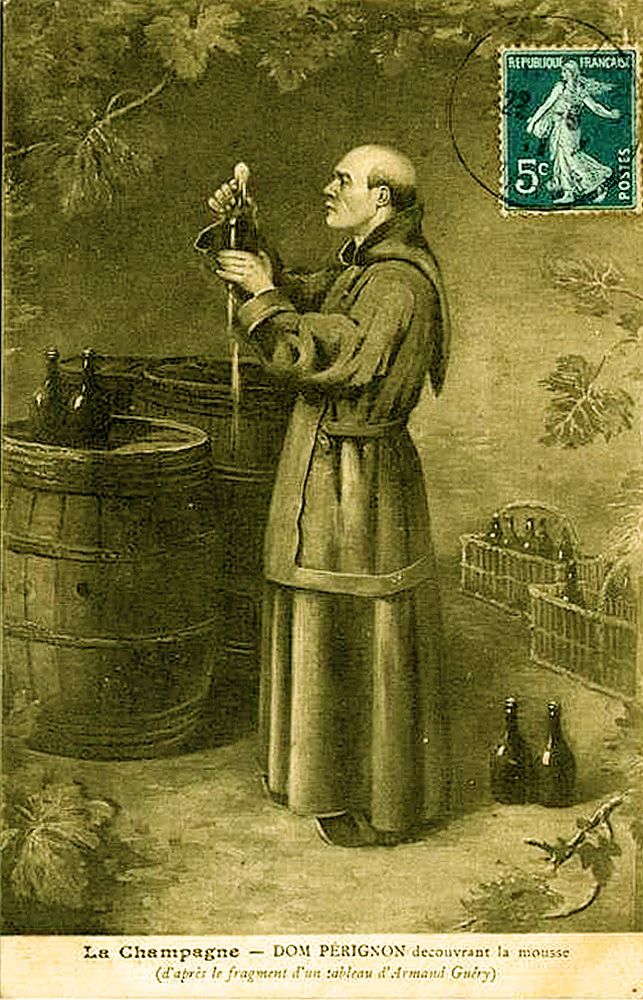
« La Champagne - Dom Pérignon découvrant la mousse », carte postale d’un tableau d'Armand Guery.

La légende veut que Dom Pérignon ait, le premier, découvert la méthode contrôlée pour faire mousser le vin de Champagne en bouteille. À l'époque, les bouteilles étaient bouchées avec des chevilles de bois garnies d'étoupe imbibée d'huile. À la recherche d'un procédé plus propre et plus esthétique, Dom Pérignon aurait eu l'idée de couler de la cire d'abeille dans le goulot des bouteilles, leur assurant ainsi une parfaite herméticité ; mais au bout de quelques semaines, la plupart des bouteilles auraient explosé, incapables de résister à la pression. En fait le sucre contenu dans la cire, en tombant dans la bouteille provoquait une seconde fermentation, transformant l'acide malique en acide lactique plus carbonique. Un heureux hasard aurait ainsi permis à Dom Pérignon de découvrir la fermentation en bouteille. La « méthode champenoise » ou, plus simplement le champagne, serait ainsi née.
Le « vin de Champagne », dont l'appellation s'établit entre le début et le milieu du XVIIe siècle est d'abord un vin tranquille blanc, mais surtout clairet, dit œil-de-perdrix, c'est-à-dire rouge clair, tel que le vin d'Ay situé, en face d'Épernay, au pied des coteaux bordant la Marne, d'où les pourvoyeurs approvisionnaient certains souverains dès le XVIe siècle en vin dit de Rivière (de Marne). L'appellation vins de Montagne (de Reims) apparait quant à elle au milieu du XVIIe siècle, lorsqu'on commence à produire là aussi des « vins gris », c'est-à-dire des vins blancs faits à partir de raisins noirs, à l’imitation de ceux de Rivière, où l'on avait privilégié, comme à Ay et Pierry, l'usage des seuls cépages morillon noir ou taconné, correspondant respectivement aux pinot noir et meunier, ainsi que celui du pressoir champenois, selon des modalités propres à éclaircir le vin. Le vin de Champagne devient alors le vin préféré de Louis XIV ; tandis que des vins de Montagne, comme ceux de Sillery, où le cépage Fromenteau est utilisé pour le vin gris, Mailly et Verzenay, sont promus à Versailles par leur propriétaire, la famille Brulart de Sillery et acquièrent une grande renommée jusqu'à la fin du XVIIIe siècle, au même titre que les vins de Rivière les plus réputés.
Le vin commence à être mis en bouteille en verre dans les années 1660 et vers 1670 en Champagne, afin d'assurer une meilleure conservation des arômes, avec un tirage effectué avant la fin de la première fermentation, grâce à l'invention de la bouteille de vin résistante par les Anglais, qui découvrent parallèlement le bouchon de liège en usage en Espagne et au Portugal, substitué à l'archaïque « broquelet » ou « clavelot » de bois maintenu au goulot par une ficelle de chanvre et le sulfitage des barriques pratiqué par les Hollandais. Mais il devient, en contrepartie, naturellement pétillant, surtout pour les champagnes peu alcoolisés, peu colorés et dont le tirage est fait à l'équinoxe de printemps, particularité que favorisa également le petit âge glaciaire.
Ce caractère effervescent cause beaucoup de soucis aux vignerons, à tel point qu’il est surnommé « vin du diable » ou « saute-bouchon » à cause des bouteilles qui explosent ou des bouchons qui sautent sous la pression. Pour ces raisons, si les Anglais n’avaient pas été conquis par ce vin pétillant, le champagne n'aurait peut-être pas connu le même destin, car à cette époque les Anglais achetaient aux Champenois des tonneaux de vin en vrac, qu'ils se chargeaient également de mettre eux-mêmes en bouteilles. Ils avaient aussi observé que la meilleure époque pour provoquer la prise de mousse était le printemps, et rajoutent du sucre de canne issu de leurs colonies des Caraïbes pour développer cette prise de mousse, comme l'atteste un mémoire sur la fabrication des vins mousseux adressé le 17 décembre 1662 à la Royal Society par le naturaliste britannique Christopher Merrett.
Dom Pérignon améliore la qualité du vin mais lutte justement contre la prise de mousse qui peut alors entraîner un défaut de fabrication, à cause de l'utilisation de la bouteille en verre dans les années 1660. En 1670, à l'occasion, selon la légende, d'un pèlerinage à l'abbaye bénédictine de Saint-Hilaire en Languedoc, il découvre la « méthode ancestrale » de vinification des vins effervescents de Limoux, due à une mise en bouteille avant la fin de la fermentation, qui existe depuis plus d'un siècle. Revenu dans son abbaye d'Hautvillers, Dom Pérignon aurait fait volte-face et expérimenté la méthode sur les vins du vignoble champenois pour répondre à la nouvelle mode de la Cour de France de Louis XIV qui s'était entichée des crus pétillants. Pour maîtriser ce « vin du diable », il préconise l'emploi du bouchon de liège, maintenu sur la bouteille par une ficelle de chanvre imprégnée d'huile, ce qui permet au vin de garder sa fraîcheur et sa mousse. De plus, il aurait fait renforcer la bouteille en adoptant un verre plus épais, pour éviter qu'elle n'explose. Malgré les efforts du moine pour éviter cela, l'effervescence du vin reste empirique et peu contrôlée, jusqu'aux recherches de Louis Pasteur sur la fermentation au milieu du XIXe siècle.
Par ailleurs, à l'époque de Dom Pérignon, le vin effervescent ne peut exister qu'en bouteille bouchée ; tandis qu'avec la loi promulguée en 1691 qui impose la vente en tonneaux pour prévenir de multiples fraudes, seule la vente en fûts est autorisée, jusqu'à l'arrêt du Conseil royal du 25 mai 1728 sous Louis XV permettant le transport du vin en paniers de cinquante ou de cent bouteilles. Néanmoins, cela n'interdit pas une mise en bouteille pour une consommation personnelle et dans son Épître « La Chasse à M. de Rosières » écrit le 14 septembre 1692, Charles Perrault atteste l'existence à cette date de « pétillant vin de Champagne ». Une autre légende prête alors à Dom Pérignon ces propos lorsqu'il goûte son premier vin qui aurait ensuite été fabriqué vers 1697 selon la méthode champenoise : « Venez mes frères, je bois des étoiles » mais l'apparition de cette citation apocryphe n'est attestée qu'à la fin du XIXe siècle sur de la publicité de champagne.
Dom Pérignon n'est donc pas à l'origine de l'usage de la seconde fermentation effervescente du champagne : au contraire, il a toujours cherché à réduire les conséquences de ce défaut du « vin du diable » qui engendre des pertes considérables, sa réussite reposant sur l'élaboration et la commercialisation de vins tranquilles de « la Montagne » et de « la Rivière ». Le processus d'élaboration du champagne effervescent a été une œuvre collective et de longue haleine, où Dom Pérignon a joué un rôle majeur, mais essentiellement dans le développement de l'art de l'assemblage. Au début du XVIIIe siècle, le champagne tel que nous le connaissons aujourd'hui fait en tout cas le bonheur des tables aristocratiques et royales (telles celles de Pierre de Montesquiou d'Artagnan, l'un des principaux acheteurs), les seules à pouvoir s'offrir le précieux breuvage.
D'autres légendes lui sont associées, comme celles d'être l'origine des caves champenoises ou de la flûte à Champagne.
C'est l'un des successeurs de Dom Pérignon à l'abbaye d'Hautvillers, le procureur Dom Jean-Baptiste Grossard qui, dans une lettre en date du 25 octobre 1821 adressée à M. d'Herbes, maire-adjoint d'Aÿ, fait naître la légende de Dom Pérignon « père du champagne », ce qui accroît le prestige et la vente des vins de sa communauté religieuse.
Le moine Pérignon est officiellement proclamé inventeur des vins effervescents le 15 janvier 1877, plus d'un siècle et demi après sa mort (en 1715), sur la base d'une communication de Gustave Heuzé (professeur d'agronomie à Grignon) produite pour la Société centrale d'agriculture : « Quel était l'œnologue qui avait imaginé de rendre mousseux le vin blanc et le vin rosé de Champagne ? On doit cette découverte à Dom Pérignon, bénédictin de l'abbaye d'Hautvillers. Ce fait ne peut être révoqué en doute ».
Avant cette communication du professeur Heuze, la paternité du moine pérignon sur les vins mousseux est, sinon clairement réfutée, sérieusement mise en doute par les historiens de l'époque, tel que Max Sutaine : « Rien à Hautvillers ne rappelle Dom Pérignon, et si, dans la Biographie universelle, une main pieuse ne lui eut consacré quelques lignes, tout souvenir de lui aurait disparu. Il est incontestable que nos vins blancs ont, par excellence, une prédisposition naturelle à la mousse… Il est très présumable que le hasard doit en avoir tous les honneurs ». De même pour Armand Louis-Perrier : « L'invention de Dom Pérignon pourrait bien se borner au secret de tirer le vin blanc qu'avant lui on ne savait pas aussi bien conserver et concilier avec la limpidité et la blancheur du vin ».
C'est Jean-Baptiste Grossard (dernier procureur de l'abbaye Saint-Pierre d'Hautvillers démantelée à la Révolution) qui, au crépuscule de son existence, avait le premier émis l'idée selon laquelle Dom pérignon était le père des vins mousseux : « C'est le fameux Dom Pérignon qui a trouvé le secret de faire le vin blanc mousseux et le moyen de l'éclaircir sans être obligé de dépoter les bouteilles … nos religieux, avant lui, ne savaient faire que du vin gris ou paillé. »